# Portée pratique
La portée pratique d'une arme à feu et d'une munition données exprime la distance maximale d'emploi réaliste. Il ne s'agit pas de la portée théorique du projectile mais de la capacité du tireur à atteindre une cible visée en tenant compte de la précision de l'arme, des organes de visée, de la trajectoire, des conditions climatiques...
Portée pratique typique d'armes à feu légères :
- 30m à 50 m : pistolet, revolver, fusil à âme lisse (avec munition projectiles multiples)
- 50m à 100 m : pistolet mitrailleur, fusil à âme lisse (avec munition projectiles unique)
- 100m à 200m : PDW, fusil d'assaut à canon court
- 200m à 400m : fusil d'assaut, carabine de chasse, lance-grenades
- 400m à 900m : Fusil mitrailleur, fusil de précision (type DMR)
- 500m à 2500m : fusil anti-matériel, fusil de précision (généralement à verrou, bien que certaines variantes semi-automatiques peuvent atteindre ces performances)